# Jednota zelenohorská

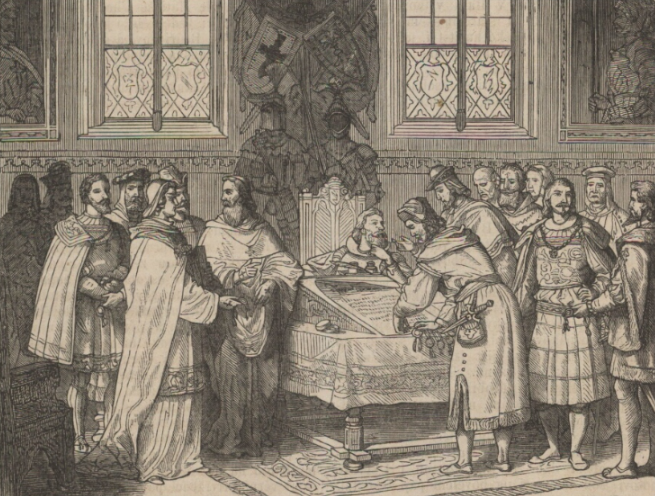
Vznik Zelenohorské jednoty roku 1465 (Česko-moravská kronika, ilustrace Josefa Scheiwla, 1872)

Jednota zelenohorská byla česká katolická opozice proti husitskému českému králi Jiřímu z Poděbrad. 

## Historie
Byla založena na hradě Zelená Hora, který držel vůdce Zelenohorské jednoty Zdeněk Konopišťský ze Šternberka. Dne 28. listopadu 1465 se zde sešlo šestnáct českých předních katolických pánů, kteří založili spolek, ke kterému se záhy přidala města Plzeň, Brno, Jihlava a Znojmo. Kromě Zdeňka ze Šternberka se na Zelené Hoře sešli jeho synové Jaroslav a Jan ze Šternberka a dále Jošt II. z Rožmberka, Jan II. z Rožmberka, Oldřich a Jan Zajícové z Hazmburka, Bohuslav Krušina ze Švamberka, Vilém z Ilburka, Jindřich starší a Jindřich mladší z Plavna, Děpolt z Rýzmburka, Jindřich IV. z Hradce, Burian II. a Linhart z Gutštejna a Dobrohost z Ronšperka.
Český král Jiří z Poděbrad se pokoušel s těmito pány vyjednávat, avšak marně. Proto proti nim zahájil boj, představitel jednoty Zdeněk Konopišťský uprchnul k uherskému králi Matyáši Korvínovi, který též bojoval proti Jiřímu z Poděbrad. V zemi vypukly česko-uherské války, které se dotkly zejména Moravy a Slezska. 
V roce 1469 se Zelenohorská jednota zasadila o korunovaci Matyáše Korvína českým vzdorokrálem. Po ukončení česko-uherských válek zanikla.